# 褚登
褚登，江苏靖江人，清朝政治人物。
道光三年（1823年）癸未科进士。道光二十三年（1843年）任福建漳州府知府，次年卸任。